# 塞伊漢河軟口魚
塞伊漢河軟口魚（學名：Chondrostoma ceyhanense）為輻鰭魚綱鯉形目雅羅魚科軟口魚屬的其中一種，分布於亞洲土耳其的傑伊漢河、塞伊漢河和貝爾丹河流域，本魚頭部小， 嘴拱形且寬，下頜呈拱形，邊緣有略微發達的角化，吻部略尖，背鰭起點明顯位於腹鰭起點之前，側線鱗59-68枚，體長可達26.5公分，棲息在底中層水域，生活習性不明。

## 扩展阅读
維基物種上的相關：塞伊漢河軟口魚